# Бобраки
Бобраки — деревня в Урицком районе Орловской области России.
Входит в состав Богдановского сельского поселения.

## География
Расположена восточнее деревни Лески и посёлка Зарёвка по обеим сторонам реки Зарев, впадающей в реку Ицка.
В деревне имеется одна улица — Степная и просёлочная дорога, выходящая на автодорогу 54К-17, которая ответвляется от автомобильной дороги Р120: Орёл — Брянск — Смоленск — Беларусь.

## Население
| 2010 |
| ---- |
| 32   |